# Chaumuzy

Chaumuzy este o comună în departamentul Marne, Franța. În 2009 avea o populație de 338 de locuitori.